# La ira de Dios
La ira de Dios es una película de thriller psicológico argentina de 2022 dirigida por Sebastián Schindel y basada en el libro La muerte lenta de Luciana B. (2007) de Guillermo Martínez. Narra la historia de una joven que sospecha que un famoso y reconocido escritor de novelas es el culpable de todas las muertes de los integrantes de su familia y ahora teme que la próxima víctima sea su hermana menor. Está protagonizada por Diego Peretti, Juan Minujín y Macarena Achaga. La película se estrenó el 15 de junio de 2022 en Netflix.

## Sinopsis
La trama sigue a Luciana (Macarena Achaga), una joven que se ve obligada a abandonar su trabajo como asistente del exitoso escritor de novelas Kloster (Diego Peretti), luego de que éste se sobrepasara con ella. Desde entonces, Luciana comienza a ir perdiendo a cada miembro de su familia en situaciones extrañas e inexplicables, lo cual la lleva a convencerse de que Kloster es el responsable, a pesar de no tener ninguna prueba fehaciente contra él. A partir de esto, Luciana busca al ex-escritor y ahora periodista Esteban Rey (Juan Minujín) para que la ayude a demostrar que su teoría sobre Kloster es verdadera.

## Reparto
- Diego Peretti como Kloster
- Juan Minujín como Esteban Rey
- Macarena Achaga como Luciana Blanco
- Mónica Antonópulos como Mercedes
- Guillermo Arengo como Papá de Luciana
- Romina Pinto como Mamá de Luciana
- Pedro Merlo como Bruno Blanco
- Santiago Achaga como Ramiro Blanco
- Ornella D'Elia como Valentina Blanco
  - Agostina Parreira como Valentina (5 años)
  - Briana Patiño como Valentina (9 años)
- Pablo Lapa como Barrios
- Lisandro Fiks como Fiscal Ramoneda
- Ana Waisbein como Camila
- Germán de Silva como Jefe de redacción
- Juanita Reale como Paula "Pauli" Kloster
- Silvina Sabater como Abogada de Luciana

## Desarrollo

### Producción
En 2008, se anunció que el libro La muerte lenta de Luciana B. de Guillermo Martínez sería adaptado al cine bajo la dirección de Adolfo Aristarain y la producción de Gerardo Herrero. Asimismo, se reveló que Celeste Cid, Dario Grandinetti y Juan Diego Botto habían sido elegidos para interpretar a los personajes principales de la historia. El guion fue escrito por Aristarain y tenía planeado rodar la película en marzo del 2009 durante nueve semanas en Buenos Aires y luego trasladarían el rodaje por dos semanas a España. Sin embargo, tras varios retrasos para el rodaje y sin noticias sobre el desarrollo de la película, el proyecto nunca se llevó a cabo y se canceló su producción debido a problemas económicos, según lo comentado por Aristarain –el director– en varias entrevistas.
En agosto del 2021, se confirmó que Netflix había adquirido los derechos del libro para su adaptación cinematográfica, la cual sería dirigida por Sebastián Schindel y llevaría por nombre La ira de Dios. En abril del 2022, Netflix anunció que la película estaba programada para estrenarse ese año en la plataforma. El primer tráiler de la cinta fue lanzado en mayo de ese año, develando que su fecha de estreno sería el 15 de junio.

### Rodaje
La fotografía principal de la película comenzó a mediados de agosto del 2021 en Buenos Aires. La filmaciones del largometraje llevaron un total de 50 días y las escenas tuvieron lugar en los barrios de Palermo, Barracas, San Nicolás, Parque Chas y Chacarita, donde se utilizaron varios escenarios como El Ateneo Grand Splendid, el Hospital Israelita, el Edificio Calmer y el Palacio de la Reconquista. Para las escenas de la playa, se utilizó como locación la ciudad de Mar del Plata.

### Casting
Tras el anuncio del rodaje, también se confirmó que la cinta estaría protagonizada por Diego Peretti en el papel de Kloster, Macarena Achaga como Luciana y Juan Minujín como el periodista Esteban.

## Recepción

### Comentarios de la crítica
La película recibió críticas mixtas por parte de los expertos, quienes destacaron la premisa de la cinta, pero cuestionaron el desarrollo de la historia y las actuaciones de los protagonistas. En el portal de internet estadounidense Rotten Tomatoes, la película posee una aprobación del 33% basado en 6 reseñas, con una puntuación de 5.10/10, mientras que la aprobación del público es del 25%. Ezequiel Boetti del diario Página 12 calificó a la película con un 5, diciendo que «acumula una cascada de desgracias que cruzan lo místico con lo policial y dejan varios agujeros que un guion apresurado [...] no tiene muchas ganas de tapar». Por su lado, Juan Pablo Russo del portal Escribiendo cine expuso que la película «es un thriller que [...] ve forzada toda su estructura narrativa hacia situaciones que no se sabe muy bien como llegaron hasta ahí», y que además «aburre, y se pierde todo el interés por aquello que pueda llegar a venir». En una reseña para el diario La Nación, Guillermo Courau escribió que se trata de una película buena, en tanto «sigue fielmente la intriga de la novela de Guillermo Martínez y aporta ideas visuales, pero pierde por el camino las sutilezas emocionales del original y por lo tanto, su impacto».
Por otra parte, Pablo O. Scholz del periódico Clarín expresó que la cinta «cumple como entretenimiento, pero tras un comienzo auspicioso, le cuesta generar o mantener la misma intriga con la que empieza» y que «las actuaciones son algo desparejas», aunque la producción es «técnicamente impecable» y «se luce». Diego Batlle del sitio web Otros cines destacó que la película «tiene un imponente despliegue visual y de recursos de producción», pero que uno de sus más evidentes problemas es el casting, donde Achaga demuestra una «falta de matices», Peretti ofrece una interpretación en «piloto automático», como también Minujín y que «por momentos, parece como si estuvieran recitando los parlamentos en un tono casi monocorde antes que sintiendo íntimamente aquello que expresan».

### Audiencia
A una semana de su estreno en Netflix, se informó que La ira de Dios se convirtió en la película de habla no inglesa más vista a nivel mundial durante la semana del 15 al 21 de junio, colocándose en el top 10 de 47 países, entre los cuales estuvieron Argentina, México, Brasil, España, Francia, Alemania, Italia, Egipto, Israel y Taiwán.

### Premios y nominaciones
| Lista de premios y nominaciones | Lista de premios y nominaciones | Lista de premios y nominaciones | Lista de premios y nominaciones     | Lista de premios y nominaciones | Lista de premios y nominaciones |
| Año                             | Organización                    | Categoría                       | Nominado/a(s)                       | Resultado                       | Ref(s)                          |
| ------------------------------- | ------------------------------- | ------------------------------- | ----------------------------------- | ------------------------------- | ------------------------------- |
| 2022                            | Premios Sur                     | Mejor guion adaptado            | Pablo Del Teso y Sebastián Schindel | Nominados                       | [ 24 ]                          |